# Курув (Західнопоморське воєводство)
Курув (пол. Kurów, нім. Kurow) — село в Польщі, у гміні Колбасково Полицького повіту Західнопоморського воєводства.
Населення — 330 осіб (2011).
У 1975-1998 роках село належало до Щецинського воєводства.

## Демографія
Демографічна структура станом на 31 березня 2011 року:
|          | Загалом | Допрацездатний вік | Працездатний вік | Постпрацездатний вік |
| -------- | ------- | ------------------ | ---------------- | -------------------- |
| Чоловіки | 161     | 35                 | 117              | 9                    |
| Жінки    | 169     | 37                 | 107              | 25                   |
| Разом    | 330     | 72                 | 224              | 34                   |